# Henny Meijer
Henny Meijer (Paramaribo, 1962. február 17. –) holland válogatott labdarúgó.

## Nemzeti válogatott
A holland válogatottban 1 mérkőzést játszott.

## Statisztika
| Holland válogatott | Holland válogatott | Holland válogatott |
| Időszak            | Mérk.              | gól                |
| ------------------ | ------------------ | ------------------ |
| 1987               | 1                  | 0                  |
| Összesen           | 1                  | 0                  |